# Lac Feder
Pour les articles homonymes, voir Feder.
Le lac Feder (Federsee en allemand) est un lac du Bade-Wurtemberg. 

## Géographie
Le lac Feder est situé au nord de la petite ville de Bad Buchau, à 578 m d'altitude, dans l'arrondissement de Biberach. D'une superficie de 1,4 km2, il est très peu profond (profondeur maximale de 2 m et n'a ni affluents, ni émissaires. Il est entouré d'une zone marécageuse d'une superficie de 33 km2.

## Écologie

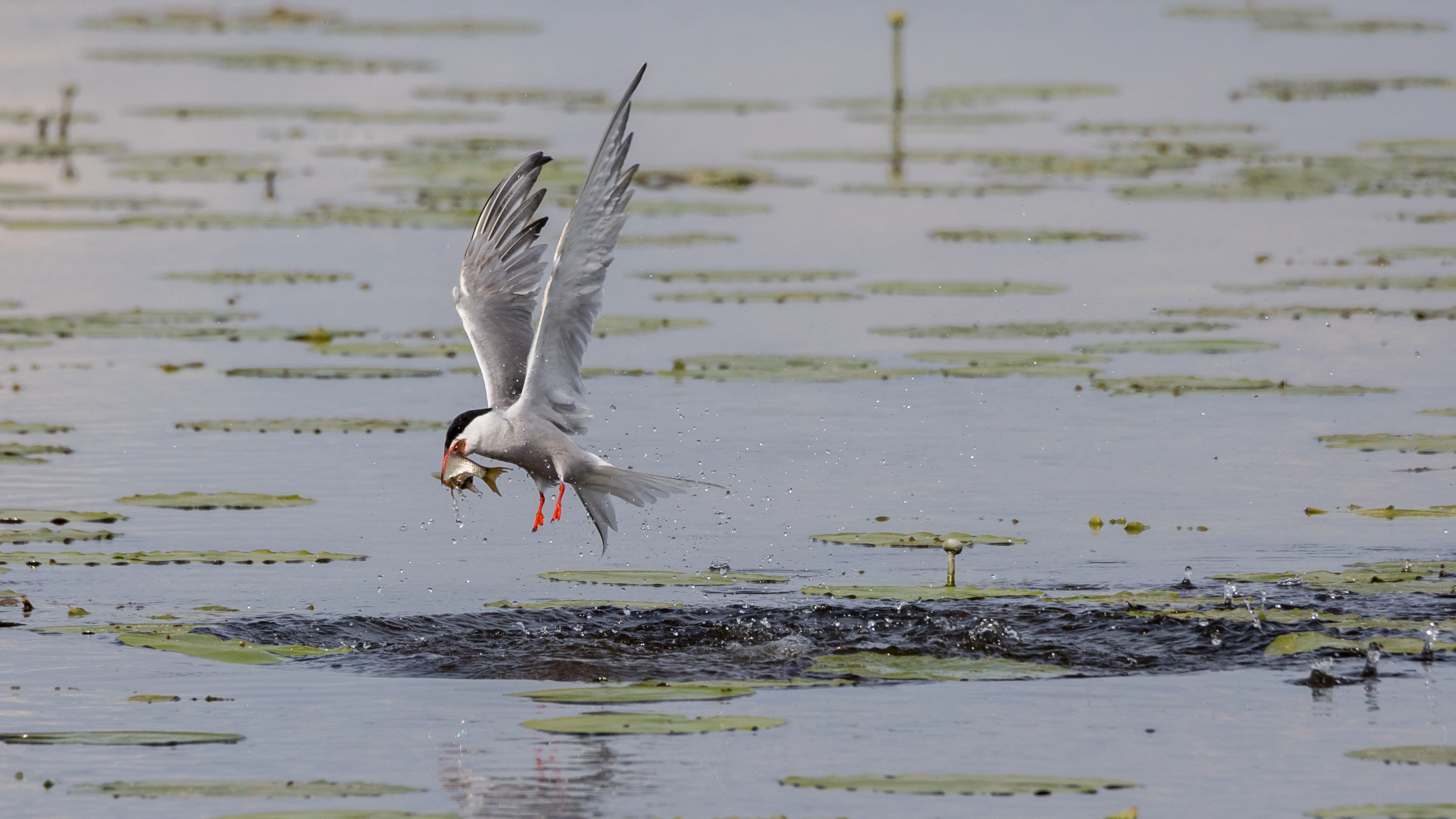
Un oiseau attrapant un Rotengle sur le lac Feder.

Uniquement alimenté par les précipitations, le lac Feder est une zone humide de type tourbière ombrotrophe: acide et pauvre en minéraux, il abrite une flore et une faune particulières.
Le lac et ses abords immédiats constituent une zone de protection spéciale pour les oiseaux sauvages. 265 espèces d'oiseaux ont été dénombrées dans la zone, dont 107 nicheurs. On y trouve notamment 200 couples de tariers des prés et 18 couples de busards des roseaux, deux espèces menacées. Le site fait partie du réseau Natura 2000.

## Histoire
Le lac Feder est occupé par les humains depuis l'Âge de pierre: de nombreux artefacts de cette période, ainsi que de l'âge du bronze, y ont été découverts. Ils sont présentés au Musée du Federsee.

## Accès

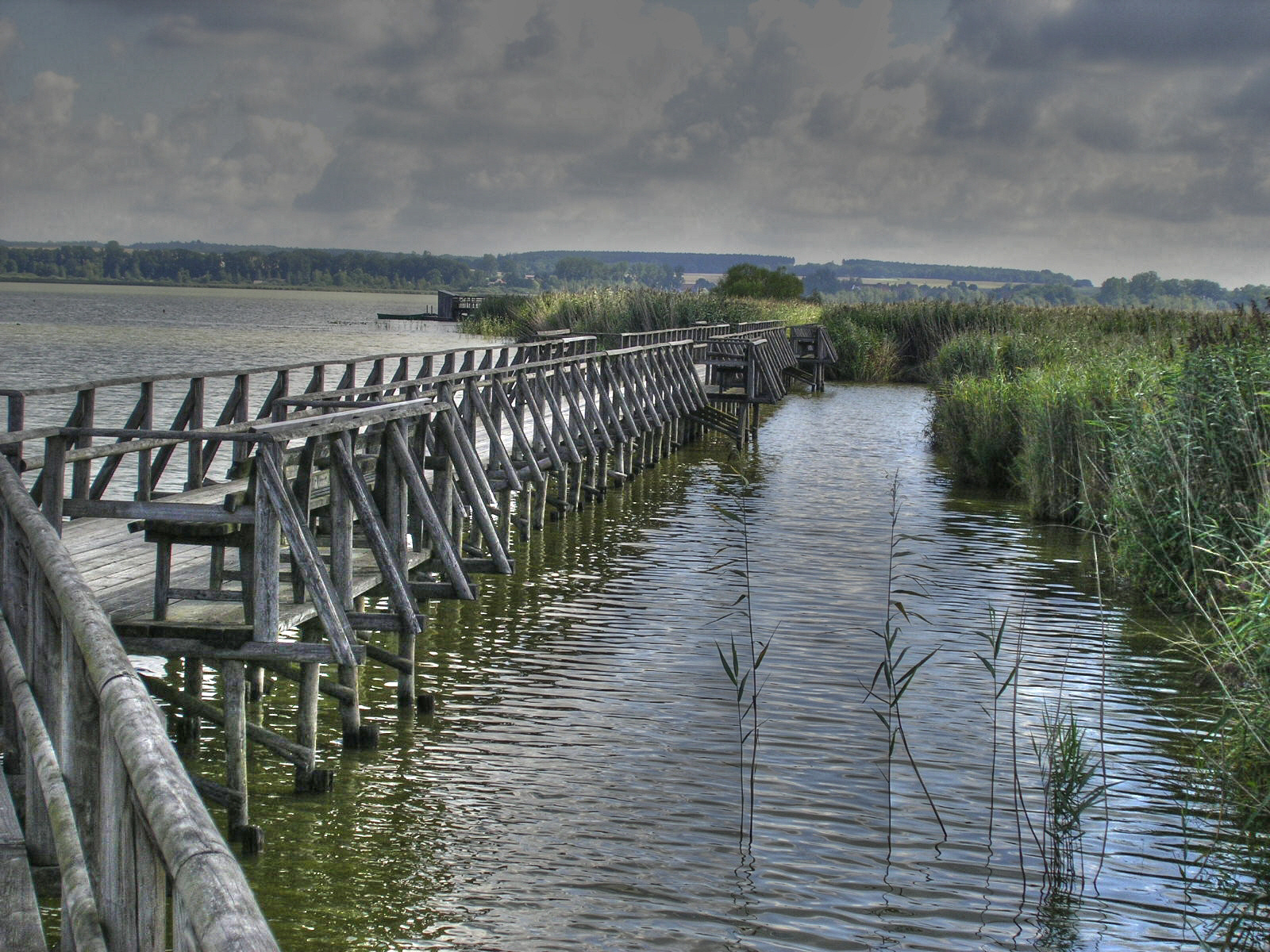
Chemin piétonnier.

L'accès direct au lac est rendu impossible par la ceinture végétale qui l'entoure. Un chemin piétonnier en bois d'environ 1,5 km de longueur a été aménagé à partir du musée. Il permet de se rendre jusqu'à l'eau en observant les roselières.